# Lệ Quyên (ca sĩ, sinh 1959)
Lệ Quyên (sinh năm 1959) là một ca sĩ nhạc nhẹ nổi tiếng vào thập niên 1980. Cô được mệnh danh là nữ hoàng nhạc nhẹ thập niên 80. Cô từng hoạt động tại Nhà hát nhạc nhẹ Trung ương cùng với những nghệ sĩ như Vũ Dậu, Ái Vân, Mạnh Hà, Quang Huy... Lệ Quyên được coi là một trong những ca sĩ nhạc nhẹ tiên phong tại Hà Nội. Cô kết hôn với chồng là người Pháp vào năm 1987 và sang Pháp định cư vào năm 1990 sau khi bị Bộ Văn hóa buộc thôi việc do kết hôn với người nước ngoài.

## Tiểu sử và sự nghiệp
Lệ Quyên sinh ra trong một gia đình có truyền thống nghệ thuật. Bố là Nghệ sĩ nhân dân Sĩ Tiến (1915-1982), một soạn giả cải lương, mẹ là Nghệ sĩ ưu tú Khánh Hợi, chú là cố nghệ sĩ ưu tú Sĩ Hùng, thím là nghệ sĩ nhân dân Tường Vy. Năm 1970, cô theo học khoa đàn bầu của Nhạc viện Hà Nội. Năm 1977, theo lời khuyên của thầy giáo Lô Thanh, cô chuyển sang Khoa Thanh nhạc và được theo học nghệ sĩ ưu tú Mỹ Bình.
Năm 1978, cô được mời đóng vai chính trong phim Kế hoạch C76. Tháng 8 năm 1979, cô đi lưu diễn tại México, Thụy Điển, Phần Lan, Đan Mạch, Na Uy... Năm 1981, cô giành được giải thưởng Người hát ca khúc Tiệp Khắc hay nhất tại Tiệp Khắc.
Lệ Quyên vào biên chế tại Nhà hát nhạc nhẹ Trung ương và trở thành lớp nghệ sĩ đầu tiên tại đây cùng với nghệ sĩ nhân dân Quang Thọ, nghệ sĩ ưu tú Vũ Dậu, nghệ sĩ ưu tú Mạnh Hà, nghệ sĩ ưu tú Quang Huy, nghệ sĩ ưu tú Trần Bình, ca sĩ Ái Vân ... Cô cùng với Ái Vân đã trở thành những ngôi sao lớn nhất ở Hà Nội tại thời điểm này. Cô nổi tiếng với nhiều ca khúc nước ngoài hát lại của các ca sĩ và ban nhạc Whitney Houston, Scorpions, Maywood và nhiều ca khúc khác như Tiếng sóng, Biển ngày mưa (Dương Thụ), Hơi thở mùa xuân (Dương Thụ & Nguyễn Cường), Hoa sữa (Hồng Đăng), Đêm đông (Nguyễn Văn Thương, và cũng là một nhạc sĩ đã giúp cô định hình tên tuổi của mình)... Đặc biệt là với ca khúc Tiếng sóng (Dương Thụ, cùng với ca khúc Họa mi hót trong mưa là của nhạc sĩ Dương Thụ viết riêng cho cô) do Quang Minh hòa âm đã đưa cô lên đỉnh cao sự nghiệp.
Cuối năm 1987, cô lấy chồng là nhân viên của lãnh sự Pháp. Sau khi kết thúc nhiệm kỳ, chồng Lệ Quyên về nước để tham gia nghĩa vụ quân sự theo quy định của nhà nước Pháp. Ngay sau đó, cô nhận được quyết định buộc thôi việc của Bộ Văn hóa với lý do "kết hôn với người nước ngoài". Theo nữ danh ca, đó là khoảng thời gian buồn đến vô cùng, một bước ngoặt lớn của cuộc đời cô.
Năm 1990, sau khi bị buộc thôi việc vì lí do trên ngay trong lúc sự nghiệp vẫn đang phát triển, cô đi theo chồng sang Pháp. Kể từ đó Lệ Quyên ở hẳn bên Pháp và thỉnh thoảng mới đi hát. Lệ Quyên sinh ba con, 2 gái 1 trai.
Năm 2004, cô trở về Việt Nam lần đầu tiên và tổ chức 1 liveshow mang tên Trở về phố xưa. Nhạc sĩ Trần Tiến đã viết riêng 1 ca khúc tặng cô mang tên Thành phố muối mặn. Năm 2006, Lệ Quyên tham gia chương trình kỉ niêm 20 năm Nhà hát nhạc nhẹ Trung ương mang tên Nhạc hội tháng tư từ 10 đến 14 tháng 4 và diễn chung với những người bạn diễn cũ như Quang Thọ, Ái Vân, Vũ Dậu, Mạnh Hà...
Ở tuổi 50, Lệ Quyên vẫn giữ được tiếng hát và nhan sắc. Tối 1/5/2010, tại sân khấu Dock Haussmann, số 50 đại lộ Président Wilson, Lệ Quyên tham gia biểu diễn tại Dạ vũ mùa Xuân, chương trình âm nhạc quy mô nhất những năm gần đây trong cộng đồng người Việt tại Pháp.